# Nekrolog 1628
Nekrolog
◄◄
| ◄
| 1624
| 1625
| 1626
| 1627
| 1628 | 1629 | 1630 | 1631 | 1632 | ► | ►►
Weitere Ereignisse | Allgemeiner Nekrolog 1628
Die Beschreibung der verstorbenen Person sollte so kurz wie möglich gehalten sein und nur deren signifikante Tätigkeit(en) enthalten.
Neue Namen ggf. auch unter dem Geburts- und Sterbedatum, also etwa unter 1. Januar und im Geburts- und Sterbejahr (2024) eintragen (nur bei entsprechender großer Wichtigkeit). Für Beispiele siehe die schon vorhandenen Artikel.
Außerdem über die fünf zuletzt Verstorbenen, zu denen es einen ausreichend guten Artikel für eine Präsentation auf der Hauptseite gibt, nach der todesbedingten Überarbeitung der Artikel ggf. auch unter Wikipedia Diskussion:Hauptseite informieren und sie am besten auch in den anderen Wikipedia-Sprachversionen eintragen. Tipp: Regelmäßig bei news.google.de nach „ist tot“, „gestorben“ oder „verstorben“ suchen.
Wenn eine Person gestorben ist, gibt es viele Seiten zu dieser Person in der Wikipedia, die davon auch betroffen sind und entsprechend aktualisiert werden müssen. Beispiele: Namenübersichtsseite, Geburtsjahr, Geburtsort-Seiten und viele mehr.
Wie finde ich die betroffenen Seiten?
Im Suchfeld auf der linken Seite gibt man den Suchbegriff so ein: „Vorname Nachname“. Dann klickt man auf Volltext und alle Seiten mit entsprechendem Suchtext werden aufgerufen. Hier sieht man dann schnell, wo auch das Todesjahr Sinn macht oder sogar ein Teil des Artikels angepasst werden muss. Auch hilft das „Werkzeug“ auf der linken Seite sehr gut, um solche Seiten aufzufinden: „Links auf diese Seite“. Somit ist die Wikipedia wieder aktuell in allen Bereichen! Hinweis: bei Eintragung der Kategorie „Gestorben JAHR“ wird der Missbrauchsfilter 49 ausgelöst, was jedoch nicht schlimm ist. Siehe: Spezial:Missbrauchsfilter/49
Dies ist eine Liste von im Jahr 1628 verstorbenen bekannten Persönlichkeiten. Die Einträge erfolgen innerhalb der einzelnen Daten alphabetisch sortiert. Tiere sind im Nekrolog für Tiere zu finden.

## Januar
| Tag        | Name                            | Beruf, bekannt als                                                              | Alter | Beleg |
| ---------- | ------------------------------- | ------------------------------------------------------------------------------- | ----- | ----- |
| 1. Januar  | Lucas Brunn                     | deutscher Mathematiker                                                          |       |       |
| 5. Januar  | Johann Heberer sen.             | Syndicus, Stadtschreiber und Geschichtsschreiber (Historiograph) in Schweinfurt | 59    |       |
| 14. Januar | Francesc Ribalta                | spanischer Maler                                                                | 62    |       |
| 18. Januar | Willem van den Blocke           | flämischer Bildhauer und Architekt                                              |       |       |
| 20. Januar | Fernando Martins de Mascarenhas | portugiesischer Theologe und Generalinquisitor von Portugal                     | 80    |       |
| 24. Januar | Katharina Haan                  | Opfer der Hexenverfolgung                                                       |       |       |
| 25. Januar | Johannes Vietor                 | deutscher Theologe und Geistlicher                                              | 53    |       |
| 26. Januar | Antonio Grimani                 | römisch-katholischer Patriarch                                                  |       |       |
| 28. Januar | Izaak van den Blocke            | polnischer Maler flämischer Herkunft                                            |       |       |
| 29. Januar | Philipp Ernst                   | Graf von Hohenlohe-Langenburg                                                   | 43    |       |
| 31. Januar | Abraham van den Blocke          | deutscher Architekt und Bildhauer                                               |       |       |

## Februar
| Tag         | Name                             | Beruf, bekannt als                                                       | Alter | Beleg |
| ----------- | -------------------------------- | ------------------------------------------------------------------------ | ----- | ----- |
| 1. Februar  | Vincentius Schmuck               | deutscher lutherischer Theologe und Kirchenlieddichter                   | 62    |       |
| 3. Februar  | Simon Goulart                    | französischer Humanist, Übersetzer und Autor sowie reformierter Theologe | 84    |       |
| 8. Februar  | François d’Escoubleau de Sourdis | französischer Erzbischof und Kardinal                                    | 53    |       |
| 15. Februar | Johannes Zölner                  | deutscher Rhetoriker                                                     | 79    |       |
| 21. Februar | Gregor Aichinger                 | deutscher Komponist                                                      |       |       |
| 22. Februar | Pierre Dugua de Mons             | französischer Forschungsreisender und Kolonisator                        |       |       |

## März
| Tag      | Name                           | Beruf, bekannt als                                       | Alter | Beleg |
| -------- | ------------------------------ | -------------------------------------------------------- | ----- | ----- |
| 3. März  | Lorenzo Vecchi                 | italienischer Kapellmeister und Komponist                |       |       |
| 10. März | Matthias Preininger            | salzburgischer Geistlicher                               |       |       |
| 10. März | Erasmus Unruh                  | deutscher Reckswissenschaftler                           | 51    |       |
| 11. März | Alfonso Ferrabosco der Jüngere | italienischer Komponist                                  |       |       |
| 13. März | John Bull                      | englischer Organist, Cembalist und Komponist             |       |       |
| 22. März | Theodor Möstel                 | sächsischer Jurist und Bürgermeister von Leipzig         | 64    |       |
| März     | Tönnies Bremer                 | deutscher Goldschmied und Münzmeister der Stadt Hannover |       |       |

## April
| Tag       | Name                          | Beruf, bekannt als                         | Alter | Beleg |
| --------- | ----------------------------- | ------------------------------------------ | ----- | ----- |
| 6. April  | Christof von Graben zum Stein | kärntnerischer Edelmann und Herr von Stein |       |       |
| 7. April  | Magdalena Nägeli              | Berner Patrizierin                         |       |       |
| 16. April | Rudolf Christian              | Graf von Ostfriesland (1625–1628)          | 25    |       |

## Mai
| Tag     | Name                      | Beruf, bekannt als                                                                                | Alter | Beleg |
| ------- | ------------------------- | ------------------------------------------------------------------------------------------------- | ----- | ----- |
| 6. Mai  | Adam von Schlieben        | brandenburgischer Geheimer Rat                                                                    | 76    |       |
| 13. Mai | Girolamo Marciano         | italienischer Arzt und Literat                                                                    | 56    |       |
| 18. Mai | Matthias Gülger           | österreichischer Zisterzienser, Prior und Abt zweier Klöster                                      |       |       |
| 19. Mai | Hans Troschel der Jüngere | deutscher Kupferstecher                                                                           | 42    |       |
| 20. Mai | Christian Sturm           | Mathematiker und Hochschullehrer                                                                  | 31    |       |
| 23. Mai | Leonhard II. von Taxis    | spanisch-niederländischer und kaiserlicher Generalpostmeister, Graf                               | 33    |       |
| 25. Mai | Karl von Harrach          | österreichischer Berater Kaiser Ferdinands II.                                                    |       |       |
| 29. Mai | Anaukpetlun               | König von Ava im heutigen Myanmar, sorgte für die Wiedervereinigung des birmanischen Königreiches | 50    |       |
| 29. Mai | Georg Dedeken             | deutscher evangelisch-lutherischer Geistlicher und Publizist                                      |       |       |

## Juni
| Tag      | Name                               | Beruf, bekannt als                                                                                 | Alter | Beleg |
| -------- | ---------------------------------- | -------------------------------------------------------------------------------------------------- | ----- | ----- |
| 5. Juni  | Johannes VI. Martin                | deutscher Benediktinerabt                                                                          |       |       |
| 8. Juni  | Rudolf Goclenius der Ältere        | deutscher Hexentheoretiker, Professor für Philosophie, Ethik und Physik an der Universität Marburg | 81    |       |
| 8. Juni  | Bernard de Montgaillard            | Zisterzienserabt in Orval                                                                          |       |       |
| 14. Juni | Hans Melchior Marschall            | Soldat im Dreißigjährigen Krieg, dessen Grabplatte überliefert ist                                 | 26    |       |
| 16. Juni | Zdeněk Vojtěch Popel von Lobkowitz | Oberstkanzler von Böhmen                                                                           | 59    |       |
| 22. Juni | Thomas Simpson                     | englischer Komponist, Gambist und Violinist                                                        | 46    |       |
| 24. Juni | Jens Munk                          | dänischer Seefahrer und Entdecker                                                                  | 49    |       |
| 30. Juni | Hermann Rathmann                   | lutherischer Theologe                                                                              |       |       |
| Juni     | Jacob Metius                       | niederländischer Instrumentenbauer                                                                 |       |       |

## Juli
| Tag      | Name             | Beruf, bekannt als                                                   | Alter | Beleg |
| -------- | ---------------- | -------------------------------------------------------------------- | ----- | ----- |
| 11. Juli | David Origanus   | deutscher Mathematiker, Philologe und Astronom                       | 70    |       |
| 13. Juli | Robert Shirley   | englischer Reisender und Abenteurer                                  |       |       |
| 14. Juli | Georg Haan       | Kanzler im Hochstift Bamberg, als Hexer hingerichtet                 |       |       |
| 18. Juli | Johann Friedrich | Herzog von Württemberg                                               | 46    |       |
| 23. Juli | Dodmore Cotton   | britischer Botschafter                                               |       |       |
| 30. Juli | Johannes Fleck   | deutscher lutherischer Pfarrer, Superintendent, Hof- und Domprediger |       |       |

## August
| Tag        | Name                                   | Beruf, bekannt als                                                                            | Alter | Beleg |
| ---------- | -------------------------------------- | --------------------------------------------------------------------------------------------- | ----- | ----- |
| 4. August  | Henrich Stoffregen                     | Opfer von Hexenprozessen                                                                      |       |       |
| 5. August  | Bernhard von Pölnitz                   | kursächsischer Politiker, Kanzler und Geheimer Rat des Kurfürsten Johann Georg I. von Sachsen | 59    |       |
| 6. August  | Johannes Junius                        | Bürgermeister, Opfer der Hexenprozesse in Bamberg                                             |       |       |
| 10. August | David Kollenberger                     | Bürgermeister von Heilbronn                                                                   |       |       |
| 10. August | Pieter de Vlaming van Oudshoorn        | Bürgermeister von Amsterdam                                                                   | 64    |       |
| 22. August | Stephan Höpner                         | deutscher Kantor und Komponist                                                                |       |       |
| 23. August | George Villiers, 1. Duke of Buckingham | britischer Diplomat                                                                           | 35    |       |
| 25. August | Bernhardine zur Lippe                  | Gräfin von Leiningen-Leiningen                                                                | 64    |       |
| 28. August | Edmund Arrowsmith                      | Jesuitenpriester                                                                              |       |       |
| 28. August | Balthasar I. Herold                    | deutscher Stück- und Glockengießer                                                            | 75    |       |
| August     | Anton von Graffenried                  | Ratsmitglied und Schultheiss der Stadt Bern                                                   |       |       |

## September
| Tag           | Name                            | Beruf, bekannt als                             | Alter | Beleg |
| ------------- | ------------------------------- | ---------------------------------------------- | ----- | ----- |
| 18. September | Pietro de Magistris             | italienischer Steinmetzmeister der Renaissance |       |       |
| 24. September | Daniel Zen                      | Bischof von Brixen                             |       |       |
| 25. September | Magdalene von Bayern            | Pfalzgräfin von Neuburg                        | 41    |       |
| 30. September | Fulke Greville, 1. Baron Brooke | britischer Schriftsteller und Staatsmann       | 73    |       |

## Oktober
| Tag         | Name                                | Beruf, bekannt als                              | Alter | Beleg |
| ----------- | ----------------------------------- | ----------------------------------------------- | ----- | ----- |
| 9. Oktober  | Juan Manuel de Mendoza y Luna       | Vizekönig von Neuspanien und Vizekönig von Peru | 57    |       |
| 16. Oktober | François de Malherbe                | französischer Schriftsteller                    |       |       |
| 17. Oktober | Johann Friedrich von Sachsen-Weimar | Herzog von Sachsen-Weimar                       | 28    |       |
| 23. Oktober | Wilhelm Rinck von Baldenstein       | Bischof von Basel                               |       |       |
| 26. Oktober | Wolfgang Franz                      | deutscher lutherischer Theologe                 |       |       |
| 28. Oktober | John Felton                         | englischer Puritaner und Attentäter             |       |       |
| 28. Oktober | Eusebius Schenck                    | böhmischer Mediziner                            | 59    |       |
| 28. Oktober | Joachim Wibbeking                   | Lübecker Kaufmann und Ratsherr                  |       |       |

## November
| Tag          | Name                         | Beruf, bekannt als                       | Alter | Beleg |
| ------------ | ---------------------------- | ---------------------------------------- | ----- | ----- |
| 14. November | Nicolas Trigault             | französischer Jesuit und China-Missionar | 51    |       |
| 15. November | Roque González de Santa Cruz | Jesuit, Heiliger                         |       |       |
| 16. November | Paolo Quagliati              | italienischer Komponist und Organist     |       |       |

## Dezember
| Tag          | Name                         | Beruf, bekannt als                                            | Alter | Beleg |
| ------------ | ---------------------------- | ------------------------------------------------------------- | ----- | ----- |
| 4. Dezember  | Peter Carlone                | österreichischer Baumeister in Leoben                         |       |       |
| 4. Dezember  | Thomas Platter der Jüngere   | Schweizer Botaniker, Mediziner und Schriftsteller             | 54    |       |
| 11. Dezember | Cesare d’Este                | Herzog von Modena und Reggio                                  | 76    |       |
| 13. Dezember | Caspar Rudolph von Schönberg | Beamter im Dienste der sächsischen Kurfürsten Johann Georg I. | 56    |       |
| 13. Dezember | Songtham                     | König von Ayutthaya in Siam                                   |       |       |

## Datum unbekannt
| Tag | Name                                | Beruf, bekannt als                                                  | Alter | Beleg |
| --- | ----------------------------------- | ------------------------------------------------------------------- | ----- | ----- |
|     | Heinrich Buchow                     | Bürgermeister von Stralsund (1596–1628)                             |       |       |
|     | Peter Candid                        | flämischer Maler und Grafiker                                       |       |       |
|     | Joachim von Carpzov                 | braunschweigischer Obrist                                           |       |       |
|     | Mychajlo Doroschenko                | Hetman der registrierten Kosaken in der Ukraine                     |       |       |
|     | Mary Douglas, 6. Countess of Buchan | schottische Adelige                                                 |       |       |
|     | Zachäus Faber der Ältere            | deutscher lutherischer Kirchenlieddichter                           |       |       |
|     | François Dorval-Langlois de Fancan  | französischer Geheimagent Kardinal Richelieus                       |       |       |
|     | Berent Geistmann                    | niederländisch-baltischer Holzschnitzer                             |       |       |
|     | Goharschad Ghazvini                 | iranische Kalligrafin und Kalligrafielehrerin                       |       |       |
|     | Ludwig Hering                       | württembergischer Maler                                             | 39    |       |
|     | Reinhold Kleinfeld                  | Ratssekretär                                                        |       |       |
|     | Juan de Mendoza y Velasco           | spanischer Botschafter im Vereinigten Königreich                    |       |       |
|     | Vinzenz Muschinger                  | österreichischer Adliger                                            |       |       |
|     | Israel Nadschara                    | jüdischer Gelehrter und Kabbalist                                   |       |       |
|     | Owaneco                             | Sachem der Pequot                                                   |       |       |
|     | Jacopo Palma der Jüngere            | italienischer Maler                                                 |       |       |
|     | Peter Philips                       | englischer Komponist                                                |       |       |
|     | Sibylle von Jülich-Kleve-Berg       | Markgräfin von Burgau                                               |       |       |
|     | Andrea Spezza                       | italienischer Baumeister                                            |       |       |
|     | Bartholomäus Steinle                | deutscher Bildhauer und -schnitzer                                  |       |       |
|     | Kaspar Sturm                        | hessischer reformierter Theologe und Hochschullehrer                |       |       |
|     | Antonius Tencalla                   | schweiz-österreichischer Hofsteinmetz und Bildhauer der Renaissance |       |       |